# 張維容
張維容是一名中華民國警察、中央警察大學警察政策研究所法學博士。出生於台灣雲林縣古坑鄉湳仔村崙仔部落的農家，父親張清泉，曾任臺北市政府警察局女子警察隊分隊長、臺北市家庭暴力暨性侵害防治中心暴力防治組組長、臺北市政府警察局保安警察大隊分隊長、臺北市政府警察局松山分局偵查員、內政部警政署國際組警務正、中央警察大學外事警察學系專任助理教授、臺灣警察專科學校兼任講師、國立空中大學兼任講師，對制定台灣防止人口販運的政策有所貢獻，曾為2017年國際女警協會國際表揚暨獎助金計畫（International Recognition and Scholarship Program）得獎人，是中華民國警察首位得到此獎者。
2010年後也關心警務推動，對於警察參與集會遊行曾受台灣人權促進會邀請參與討論。